# دفيد اوبيرهوسير
دفيد اوبيرهوسير (29 نوفمبر 1989 ببيتش في فرنسا - ) (بالفرنسية: David Oberhauser) هو لاعب كرة قدم فرنسي في مركز حراسة المرمى. لعب مع نادي أجاكسيو ونادي ميتز ويو تي أي أراد.

## روابط خارجية
- دفيد اوبيرهوسير على موقع قاعدة بيانات كرة القدم.إي يو (الإنجليزية)
- دفيد اوبيرهوسير على موقع عالم كرة القدم.نت (الإنجليزية)
- دفيد اوبيرهوسير على موقع AS.com (الإسبانية)